# Orca (Fundão)
Orca ist eine Gemeinde (Freguesia) im portugiesischen Kreis Fundão. In ihr leben 539 Einwohner (Stand 19. April 2021).